# Лекгер, Дмитрий Николаевич
Дмитрий Николаевич Лекгер (укр. Дмитро Миколайович Лекґер; 25 декабря 1896 (6 января 1897), Красноуфимск — 11 мая 1980, Львов) — украинский скрипач и музыкальный педагог.

## Биография
Родился в российской семье немецкого происхождения; дядя Михаил Фридрихович Лекгер (1840—1887) — врач, практиковал в Симбирске, лечил И. Н. Ульянова, другой дядя Дмитрий Фридрихович (1852—?) — действительный статский советник, член Московской судебной палаты. После смерти отца выехал с матерью в Полтаву, где учился в музыкальном училище у Якова Гегнера. Затем продолжил образование в Москве под руководством Михаила Пресса. В 1913 году по состоянию здоровья переехал в Одессу и в 1917 году окончил Одесскую консерваторию по классу Франца Ступки.
Работал как солист, концертмейстер оркестра, преподаватель скрипки в Ялте, Владикавказе, Кутаисе. В Батуме также руководил оперной студией. В 1927—1944 гг. преподавал в Ереванской консерватории, с 1934 г. профессор; оставил по себе память как строгий, исключительно пунктуальный и самоотверженный педагог, а также своими поездками по Еревану и всей Армении на собственном мотоцикле. В 1948—1973 гг. заведовал кафедрой оркестровых инструментов Львовской консерватории — один из основателей современной львовской скрипичной школы, отличавшийся оригинальностью методики, глубокой теоретической подкованностью. Опубликовал «Методические этюды для скрипки» (укр. Методичні етюди для скрипки; 1954), редактировал первую часть «Методики обучения игре на скрипке» Вадима Стеценко.
Член КПСС с 1955 года.
Среди учеников Лекгера — известные армянские и украинские скрипачи: Сурен Кочарян, Богдан Каськив (впоследствии его ассистент в Львовской консерватории), Артур Микитка и другие.
Брат — Михаил Николаевич Лекгер (1894—1931), инженер на судостроительном заводе в Николаеве, расстрелян по обвинению в участии в контрреволюционной организации и шпионаже, в 1989 г. реабилитирован.